# Jadwiga Dawidziuk
Jadwiga Dawidziuk (ur. 29 czerwca 1938 w Białej Podlaskiej) – polska tekściarka, poetka, kompozytorka muzyki i działaczka kulturalna, której twórczość i aktywność społeczna związana jest z folklorem Południowego Podlasia. Popularyzatorka kultury ludowej. Założycielka formacji wokalno-tanecznej „Podlasianki”.

## Odznaki i wyróżnienia
W 1985 została odznaczona Złotym Krzyżem Zasługi za całokształt działalności, w 2005 – odznaką za zasługi dla powiatu bialskiego „Dobre, bo bialskie” przyznanym przez starostę bialskiego, Tadeusza Łazowskiego, w 2006 – Medalem Zasłużonych dla Kultury Województwa Lubelskiego oraz Medalem „Zasłużony Kulturze Gloria Artis” na wniosek wojewody lubelskiego Wojciecha Żukowskiego. W 2016 minister kultury i dziedzictwa narodowego przyznał jej Odznakę Honorową „Zasłużony dla Kultury Polskiej”.